# 炽热
《炽热》（英語：Hot）是加拿大歌手艾薇儿·拉维尼2007年发行的第三张录音室专辑《美丽坏东西》的第三支单曲，由艾薇儿与埃文·陶本菲德共同创作，并由卢卡什·“卢克博士”·戈特瓦尔德制作。